# Samuel Dumont
Pour les articles homonymes, voir Dumont.
Samuel Dumont est un gymnaste artistique français né le 24 août 1974. 

## Biographie
Il est sacré champion d'Europe par équipes en 1998 à Saint-Pétersbourg. Il est aussi vice-champion de France du concours général individuel en 1997.